# Fußball-Weltmeisterschaft 2002/Gruppe D
| Pl. | Land     | Sp. | S | U | N | Tore    | Diff. | Punkte |
| --- | -------- | --- | - | - | - | ------- | ----- | ------ |
| 1.  | Südkorea | 3   | 2 | 1 | 0 | 004:100 | +3    | 07     |
| 2.  | USA      | 3   | 1 | 1 | 1 | 005:600 | −1    | 04     |
| 3.  | Portugal | 3   | 1 | 0 | 2 | 006:400 | +2    | 03     |
| 4.  | Polen    | 3   | 1 | 0 | 2 | 003:700 | −4    | 03     |

Gruppe D der Fußball-Weltmeisterschaft 2002:

## Südkorea – Polen 2:0 (1:0)
| Südkorea                                                     | Südkorea | Polen | Polen |
| ------------------------------------------------------------ | --- | --- | ----- |
| Südkorea                                                     | \| 1. Spieltag \| \| 4. Juni 2002 um 20:30 Uhr in Busan (Busan-Asia-Main-Stadion) \| \| Zuschauer: 48.760 \| \| Schiedsrichter: Óscar Ruiz ( Kolumbien) \| \| Spielbericht \|                                                                                         | \| 1. Spieltag \| \| 4. Juni 2002 um 20:30 Uhr in Busan (Busan-Asia-Main-Stadion) \| \| Zuschauer: 48.760 \| \| Schiedsrichter: Óscar Ruiz ( Kolumbien) \| \| Spielbericht \| | Polen |
| Südkorea                                                     | Lee Woon-jae – Choi Jin-cheul, Hong Myung-bo , Kim Tae-young – Kim Nam-il – Song Chong-gug, Park Ji-sung, Yoo Sang-chul (61. Lee Chun-soo), Lee Eul-yong – Seol Ki-hyeon (90. Cha Du-ri), Hwang Sun-hong (51. Ahn Jung-hwan) Cheftrainer: Guus Hiddink ( Niederlande) | Jerzy Dudek – Tomasz Hajto, Jacek Bąk (52. Tomasz Kłos), Tomasz Wałdoch , Michał Żewłakow – Marek Koźmiński, Piotr Świerczewski, Radosław Kałużny (65. Marcin Żewłakow), Jacek Krzynówek – Emmanuel Olisadebe, Maciej Żurawski (46. Paweł Kryszałowicz) Cheftrainer: Jerzy Engel | Polen |
| Südkorea                                                     | 1:0 Hwang Sun-hong (26.) 2:0 Yoo Sang-chul (53.) | | Polen |
| Südkorea                                                     | Park Ji-sung (70.), Cha Du-ri (90.) | Krzynówek (31.), Hajto (79.), Świerczewski (84.) | Polen |
| Südkorea                                                     | Spieler des Spiels: Yoo Sang-chul (Südkorea) | | Polen |
| 1. Spieltag                                                  | | |       |
| 4. Juni 2002 um 20:30 Uhr in Busan (Busan-Asia-Main-Stadion) | | |       |
| Zuschauer: 48.760                                            | | |       |
| Schiedsrichter: Óscar Ruiz ( Kolumbien)                      | | |       |
| Spielbericht                                                 | | |       |

## USA – Portugal 3:2 (3:1)
| USA                                                          | USA | Portugal | Portugal |
| ------------------------------------------------------------ | --- | --- | -------- |
| USA                                                          | \| 1. Spieltag \| \| 5. Juni 2002 um 18:00 Uhr in Suwon (Suwon-World-Cup-Stadion) \| \| Zuschauer: 37.306 \| \| Schiedsrichter: Byron Moreno ( Ecuador) \| \| Spielbericht \|                                                                           | \| 1. Spieltag \| \| 5. Juni 2002 um 18:00 Uhr in Suwon (Suwon-World-Cup-Stadion) \| \| Zuschauer: 37.306 \| \| Schiedsrichter: Byron Moreno ( Ecuador) \| \| Spielbericht \|                                          | Portugal |
| USA                                                          | Brad Friedel – Tony Sanneh, Eddie Pope (80. Carlos Llamosa), Jeff Agoos, Frankie Hejduk – Earnie Stewart (46. Cobi Jones), Pablo Mastroeni, John O’Brien, DaMarcus Beasley – Brian McBride, Landon Donovan (75. Joe-Max Moore) Cheftrainer: Bruce Arena | Vítor Baía – Beto, Jorge Costa (73. Jorge Andrade), Fernando Couto , Rui Jorge (69. Paulo Bento) – Petit – Luís Figo, Rui Costa (80. Nuno Gomes), Sérgio Conceição – João Pinto, Pauleta Cheftrainer: António Oliveira | Portugal |
| USA                                                          | 1:0 O’Brien (4.) 2:0 Jorge Costa (30., Eigentor) 3:0 McBride (36.) | 3:1 Beto (39.) 3:2 Agoos (71., Eigentor) | Portugal |
| USA                                                          | Beasley (90.) | Beto (34.), Petit (51.) | Portugal |
| USA                                                          | Das 3:1 war das 1.800. WM-Tor | | Portugal |
| USA                                                          | Spieler des Spiels: Brian McBride (USA) | | Portugal |
| 1. Spieltag                                                  | | |          |
| 5. Juni 2002 um 18:00 Uhr in Suwon (Suwon-World-Cup-Stadion) | | |          |
| Zuschauer: 37.306                                            | | |          |
| Schiedsrichter: Byron Moreno ( Ecuador)                      | | |          |
| Spielbericht                                                 | | |          |

## Südkorea – USA 1:1 (0:1)
| Südkorea                                                       | Südkorea | USA | USA |
| -------------------------------------------------------------- | --- | --- | --- |
| Südkorea                                                       | \| 2. Spieltag \| \| 10. Juni 2002 um 15:30 Uhr in Daegu (Daeagu-World-Cup-Stadion) \| \| Zuschauer: 60.778 \| \| Schiedsrichter: Urs Meier ( Schweiz) \| \| Spielbericht \|                                                                                              | \| 2. Spieltag \| \| 10. Juni 2002 um 15:30 Uhr in Daegu (Daeagu-World-Cup-Stadion) \| \| Zuschauer: 60.778 \| \| Schiedsrichter: Urs Meier ( Schweiz) \| \| Spielbericht \|                                                  | USA |
| Südkorea                                                       | Lee Woon-jae – Choi Jin-cheul, Hong Myung-bo , Kim Tae-young – Kim Nam-il – Song Chong-gug, Park Ji-sung (38. Lee Chun-soo), Yoo Sang-chul (60. Choi Yong-soo), Lee Eul-yong – Seol Ki-hyeon, Hwang Sun-hong (56. Ahn Jung-hwan) Cheftrainer: Guus Hiddink ( Niederlande) | Brad Friedel – Tony Sanneh, Eddie Pope, Jeff Agoos, Frankie Hejduk – Landon Donovan, Claudio Reyna , John O’Brien, DaMarcus Beasley (75. Eddie Lewis) – Brian McBride, Clint Mathis (82. Josh Wolff) Cheftrainer: Bruce Arena | USA |
| Südkorea                                                       | 1:1 Ahn Jung-hwan (78.) | 0:1 Mathis (24.) | USA |
| Südkorea                                                       | Hong Myung-bo (80.) | Hejduk (30.), Agoos (39.) | USA |
| Südkorea                                                       | Spieler des Spiels: Brad Friedel (USA) | | USA |
| 2. Spieltag                                                    | | |     |
| 10. Juni 2002 um 15:30 Uhr in Daegu (Daeagu-World-Cup-Stadion) | | |     |
| Zuschauer: 60.778                                              | | |     |
| Schiedsrichter: Urs Meier ( Schweiz)                           | | |     |
| Spielbericht                                                   | | |     |

## Portugal – Polen 4:0 (1:0)
| Portugal                                                    | Portugal | Polen | Polen |
| ----------------------------------------------------------- | --- | --- | ----- |
| Portugal                                                    | \| 2. Spieltag \| \| 10. Juni 2002 um 20:30 in Jeonju (Jeonju-World-Cup-Stadion) \| \| Zuschauer: 31.000 \| \| Schiedsrichter: Hugh Dallas ( Schottland) \| \| Spielbericht \|                                           | \| 2. Spieltag \| \| 10. Juni 2002 um 20:30 in Jeonju (Jeonju-World-Cup-Stadion) \| \| Zuschauer: 31.000 \| \| Schiedsrichter: Hugh Dallas ( Schottland) \| \| Spielbericht \| | Polen |
| Portugal                                                    | Vítor Baía – Nuno Frechaut (63. Beto), Jorge Costa, Fernando Couto , Rui Jorge – Petit, Paulo Bento – Luís Figo, João Pinto (60. Rui Costa), Sérgio Conceição (69. Nuno Capucho) – Pauleta Cheftrainer: António Oliveira | Jerzy Dudek – Marek Koźmiński, Tomasz Wałdoch , Tomasz Hajto, Michał Żewłakow (71. Tomasz Rząsa) – Maciej Żurawski (56. Marcin Żewłakow), Piotr Świerczewski, Radosław Kałużny (17. Arkadiusz Bąk), Jacek Krzynówek – Emmanuel Olisadebe, Paweł Kryszałowicz Cheftrainer: Jerzy Engel | Polen |
| Portugal                                                    | 1:0 Pauleta (14.) 2:0 Pauleta (65.) 3:0 Pauleta (77.) 4:0 Rui Costa (87.) | | Polen |
| Portugal                                                    | Frechaut (25.), J. Costa (27.), R. Costa (31.) | Świerczewski (21.), Bąk (39.) | Polen |
| Portugal                                                    | Spieler des Spiels: Pauleta (Portugal) | | Polen |
| 2. Spieltag                                                 | | |       |
| 10. Juni 2002 um 20:30 in Jeonju (Jeonju-World-Cup-Stadion) | | |       |
| Zuschauer: 31.000                                           | | |       |
| Schiedsrichter: Hugh Dallas ( Schottland)                   | | |       |
| Spielbericht                                                | | |       |

## Portugal – Südkorea 0:1 (0:0)
| Portugal                                                       | Portugal | Südkorea | Südkorea |
| -------------------------------------------------------------- | --- | --- | -------- |
| Portugal                                                       | \| 3. Spieltag \| \| 14. Juni 2002 um 20:30 Uhr in Incheon (Incheon-Munhak-Stadion) \| \| Zuschauer: 50.239 \| \| Schiedsrichter: Ángel Sánchez ( Argentinien) \| \| Spielbericht \|                                     | \| 3. Spieltag \| \| 14. Juni 2002 um 20:30 Uhr in Incheon (Incheon-Munhak-Stadion) \| \| Zuschauer: 50.239 \| \| Schiedsrichter: Ángel Sánchez ( Argentinien) \| \| Spielbericht \|                                              | Südkorea |
| Portugal                                                       | Vítor Baía – Beto, Jorge Costa, Fernando Couto , Rui Jorge (73. Abel Xavier) – Petit (77. Nuno Gomes), Paulo Bento – Luís Figo, João Pinto, Sérgio Conceição – Pauleta (69. Jorge Andrade) Cheftrainer: António Oliveira | Lee Woon-jae – Choi Jin-cheul, Hong Myung-bo , Kim Tae-young – Kim Nam-il – Song Chong-gug, Park Ji-sung, Yoo Sang-chul, Lee Young-pyo – Seol Ki-hyeon, Ahn Jung-hwan (90. Lee Chun-soo) Cheftrainer: Guus Hiddink ( Niederlande) | Südkorea |
| Portugal                                                       | 0:1 Park Ji-sung (70.) | | Südkorea |
| Portugal                                                       | Beto (22.), J. Costa (83.) | Kim Tae-young (24.), Seol Ki-hyeon (57.), Kim Nam-il (75.), Ahn Jung-hwan (90.) | Südkorea |
| Portugal                                                       | Beto (65.) | | Südkorea |
| Portugal                                                       | João Pinto (27.) | | Südkorea |
| Portugal                                                       | Spieler des Spiels: Park Ji-sung (Südkorea) | | Südkorea |
| 3. Spieltag                                                    | | |          |
| 14. Juni 2002 um 20:30 Uhr in Incheon (Incheon-Munhak-Stadion) | | |          |
| Zuschauer: 50.239                                              | | |          |
| Schiedsrichter: Ángel Sánchez ( Argentinien)                   | | |          |
| Spielbericht                                                   | | |          |

## Polen – USA 3:1 (2:0)
| Polen                                                       | Polen | USA | USA |
| ----------------------------------------------------------- | --- | --- | --- |
| Polen                                                       | \| 3. Spieltag \| \| 14. Juni 2002, 20:30 in Daejeon (Daejeon-World-Cup-Stadion) \| \| Zuschauer: 26.482 \| \| Schiedsrichter: Ju Lun ( Volksrepublik China) \| \| Spielbericht \| | \| 3. Spieltag \| \| 14. Juni 2002, 20:30 in Daejeon (Daejeon-World-Cup-Stadion) \| \| Zuschauer: 26.482 \| \| Schiedsrichter: Ju Lun ( Volksrepublik China) \| \| Spielbericht \|                                                                   | USA |
| Polen                                                       | Radosław Majdan – Tomasz Kłos (89. Tomasz Wałdoch), Jacek Zieliński , Arkadiusz Głowacki, Marek Koźmiński – Maciej Żurawski, Maciej Murawski, Cezary Kucharski (65. Marcin Żewłakow), Jacek Krzynówek – Emmanuel Olisadebe (86. Paweł Sibik), Paweł Kryszałowicz Cheftrainer: Jerzy Engel | Brad Friedel – Tony Sanneh, Eddie Pope, Jeff Agoos (36. DaMarcus Beasley), Frankie Hejduk – Earnie Stewart (68. Cobi Jones), Claudio Reyna , John O’Brien, Landon Donovan – Brian McBride (58. Joe-Max Moore), Clint Mathis Cheftrainer: Bruce Arena | USA |
| Polen                                                       | 1:0 Olisadebe (3.) 2:0 Kryszałowicz (5.) 3:0 Żewłakow (66.) | 3:1 Donovan (83.) | USA |
| Polen                                                       | Majdan (44.), Kozmiński (46.), Kucharski (63.), Olisadebe (86.) | Hejduk (72.) | USA |
| Polen                                                       | Spieler des Spiels: Jacek Krzynówek (Polen) | | USA |
| 3. Spieltag                                                 | | |     |
| 14. Juni 2002, 20:30 in Daejeon (Daejeon-World-Cup-Stadion) | | |     |
| Zuschauer: 26.482                                           | | |     |
| Schiedsrichter: Ju Lun ( Volksrepublik China)               | | |     |
| Spielbericht                                                | | |     |